# 蚊香

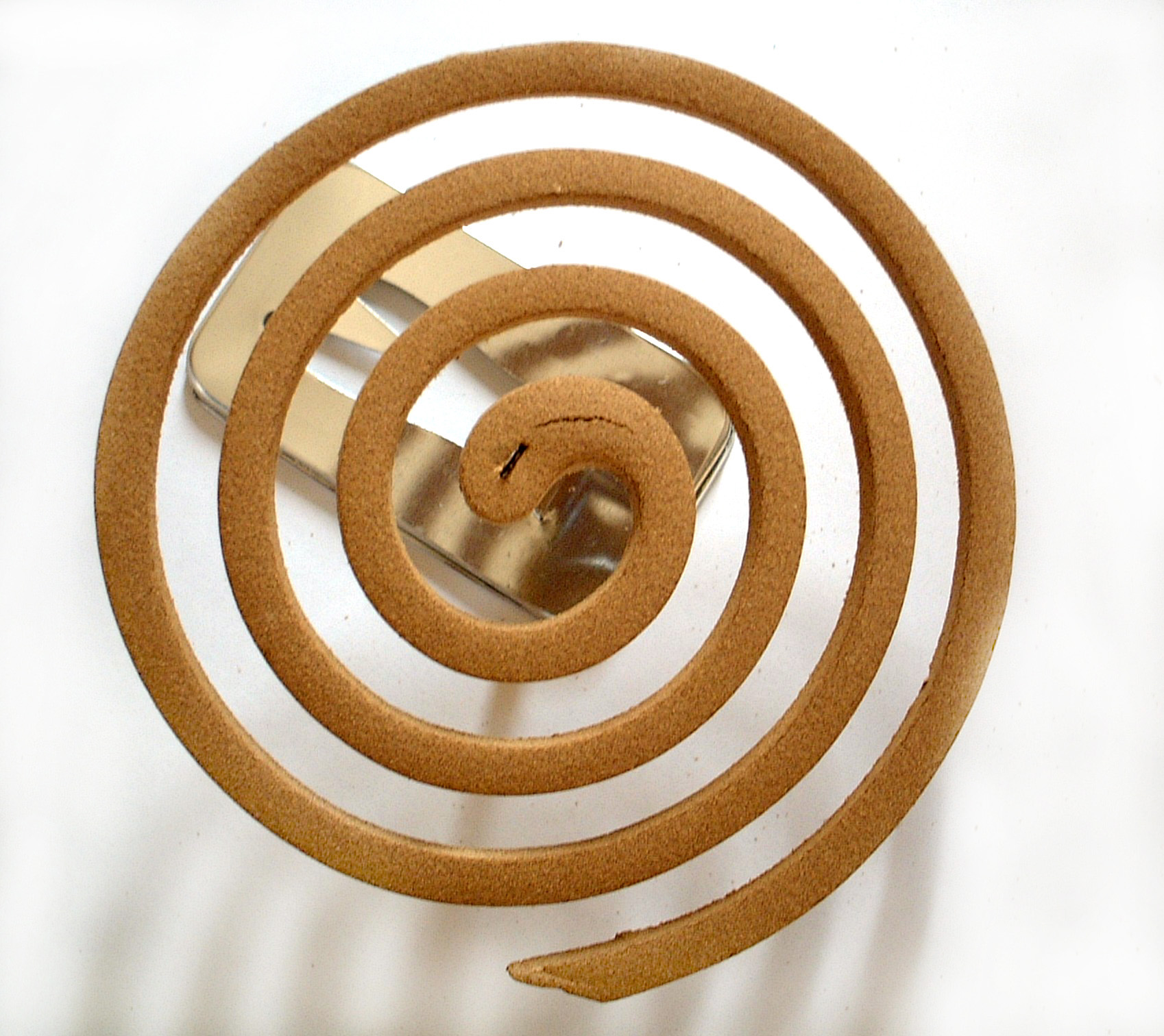
漩渦形蚊香

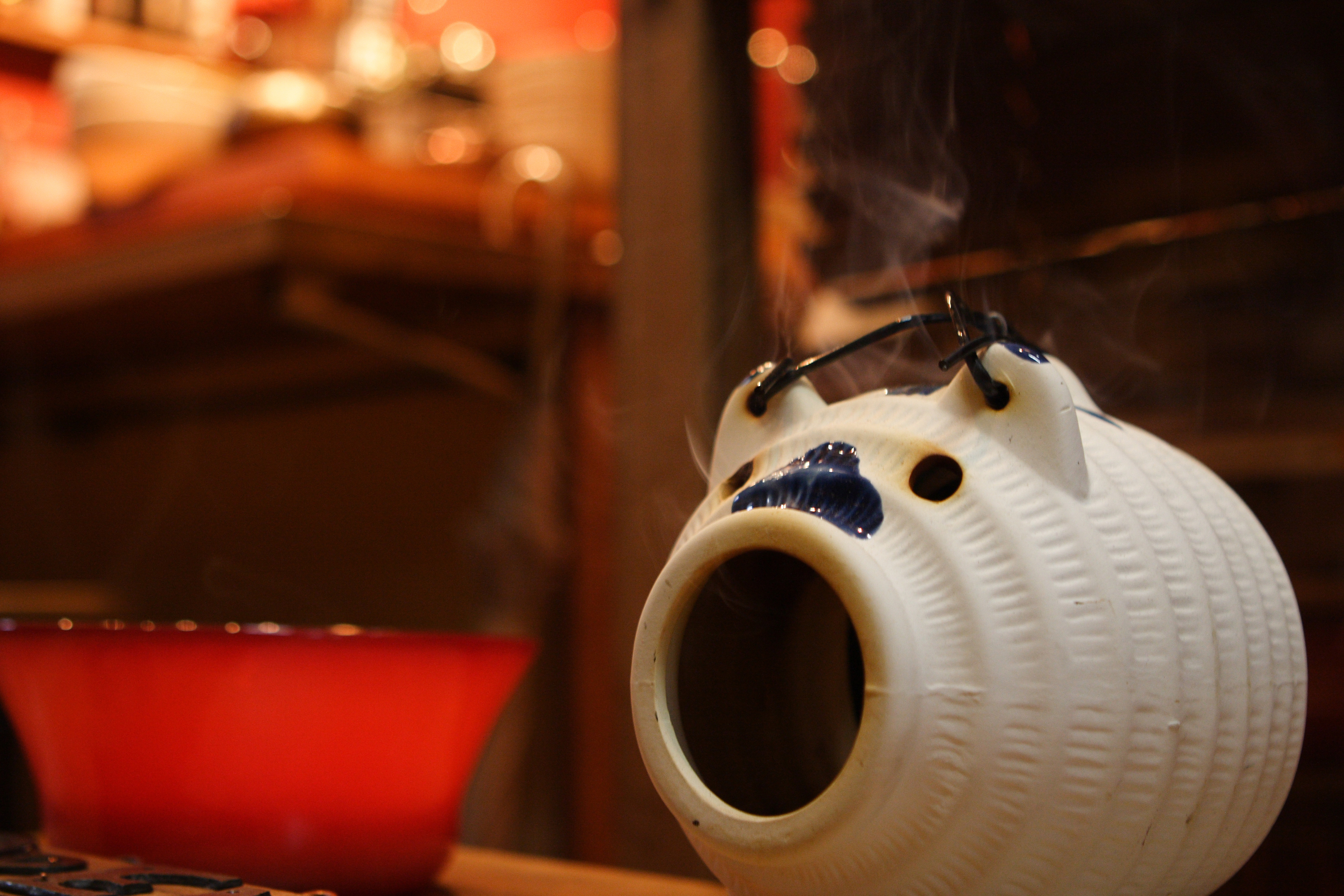
日本的驅蚊豬

蚊香是含有除蟲菊精類成分的線香。在一端點火後，蚊香於不完全燃燒下，釋放煙霧有殺滅蚊子的功效。
早期的蚊香是粉末狀或棒狀的，現在一般製成漩渦形狀，漩渦狀蚊香其實總長75公分，使蚊香延長燃燒時間之餘，又能減少面積。這是大日本除虫菊公司的創辦人上山英一郎的妻子所提出的。據說她在倉庫裡看到一條盤成一團的蛇，嚇了一跳，馬上跑到了丈夫身邊告訴他這件事情，之後這個軼事便成了蚊香的形狀的由來。
蚊香一般是綠色、黑色或棕色的，燃燒時間約為6至7小時，也有燃燒時間特長的種類，可維持長達12小時。
一般使用金屬的小盤子，來盛載蚊香燃燒後剩餘的灰燼。在日本，稱為「驅蚊豬」的豬形陶器灰燼盛載器，被視為夏季的象徵。另外，也有專為戶外使用而設計的吊掛形灰燼盤。
蚊香的不完全燃燒特性會產生懸浮微粒等有害物質，因此人們漸漸改用電蚊香。

## 蚊香的歷史
- 1885年：除虫菊由美國傳到日本，在和歌山縣進行培植。
- 1888年：製成粉末形蚊香。
- 1890年：製成棒形蚊香。
- 1895年：製成漩渦形蚊香。
- 1955年左右：成功研製合成除蟲菊精類物質的蚊香。